# Federico Erdmann de Anhalt-Pless
Federico Erdmann de Anhalt-Pless (Köthen, 27 de octubre de 1731 - Pless, 12 de diciembre de 1797) fue un príncipe alemán de la rama de Anhalt-Köthen de la Casa de Ascania, y el primer gobernante del Principado de Anhalt-Pless.

## Biografía
Como el hijo menor superviviente del Príncipe Augusto Luis de Anhalt-Köthen, con su segunda esposa, Cristina Juana Emilia, hija del Conde Erdmann II de Promnitz-Pless, las perspectivas de Federico Erdmann de heredar o gobernar sobre Köthen eran tenues en su nacimiento. La situación cambió en 1765, después de la muerte de su primo infante, el Conde Guillermo de Promnitz, heredero de Pless. Esto dejó a su tío Juan Erdmann, Conde de Promnitz-Pless, sin ningún heredero varón; su tío decidió entonces dar a Federico el condado como una herencia anticipada. Los señoríos de Jannowitz, Peterswaldau y Kreppelhof, sin embargo, Juan Erdmann los dio a su sobrino nieto Cristián Federico de Stolberg-Wernigerode (sobrino y, después, cuñado de Federico Erdmann).
Después de recibir su herencia, Federico Erdmann se trasladó a Pless y asumió el título de "Príncipe de Anhalt-Pless" (a veces "de Anhalt-Köthen-Pless").

## Matrimonio e hijos
En Wernigerode el 13 de junio de 1766, Federico Erdmann contrajo matrimonio con su sobrina, Luisa Fernanda (Wernigerode, 30 de septiembre de 1744 - Pless, 3 de febrero de 1784), hija de Enrique Ernesto de Stolberg-Wernigerode y su esposa, Cristiana Ana Inés de Anhalt-Köthen, hermana mayor de Federico Erdmann. Tuvieron nueve hijos:
1. Emmanuel Ernesto Erdmann, Príncipe Heredero de Anhalt-Pless (Palacio de Pless, 9 de enero de 1768 - Palacio de Pless, 4 de junio de 1808). Mentalmente retrasado, fue excluido de la sucesión.
2. Federico Fernando, Príncipe de Anhalt-Pless y desde 1818 Duque de Anhalt-Köthen (Pless, 25 de junio de 1769 - Köthen, 23 de agosto de 1830).
3. Ana Emilia (Pless, 20 de mayo de 1770 - Fürstenstein, 1 de febrero de 1830), desposó el 21 de mayo de 1791 a Hans Enrique VI, Conde Imperial de Hochberg y Freiherr de Fürstenstein (cercanías de Waldenburg en Baja Silesia). Fue la única de los seis hijos supervivientes de Federico Erdmann que tuvo hijos, y sus descendientes en último término heredaron Pless.
4. Benedicta (Büdingen, 14 de julio de 1771 - Büdingen, 4 de febrero de 1773).
5. Cristiana (Pless, 8 de febrero de 1774 - Pless, 1 de agosto de 1783).
6. Jorge (Pless, 29 de mayo de 1776 - Pless, 29 de julio de 1777).
7. Enrique, Duque de Anhalt-Köthen (Palacio de Pless, 30 de julio de 1778 - Köthen, 23 de noviembre de 1847).
8. Cristián Federico (Palacio de Pless, 14 de noviembre de 1780 - Kulm (muerto en combate), 30 de agosto de 1813).
9. Luis (Pless, 16 de julio de 1783 - Pless, 5 de noviembre de 1841).

| Predecesor: Nueva creación | Príncipe de Anhalt-Pless 1765-1797 | Sucesor: Federico Fernando |

- Datos: Q69999
- Multimedia: Frederick Erdmann of Anhalt-Kothen-Pless / Q69999